# Polystichum aculeatum
Polystichum aculeatum  es una especie de la familia Dryopteridaceae. 

## Descripción
Esta especie europea tiene cortos tallos marrones y escamosos, y frondes rígidas, algo arqueadas, de un verde oscuro lustroso y 30-75 cm de largo. Los brotes jóvenes son algo amarillos. Soros generalmente en la parte superior de la lámina, situados en la parte media de las venas secundarias. Forma una mata de unos 60 cm de alto y es una planta robusta y nada exigente para bosques o junto al agua. Madura a lo largo del verano.

## Hábitat y distribución
En zonas rocosas y sombrías, bosques, muros, etc., prefiriendo los sitios ricos en materia orgánica y ácidos. Se encuentra en toda las islas británicas y Europa, excepto en los países del norte.

## Sinonimia
- Aspidium aculeatum subsp. lobatum (Huds.) Milde
- Aspidium aculeatum var. aristatum (Christ) Merino
- Aspidium aculeatum var. normale Christ ex Merino
- Aspidium aculeatum var. vulgare Gren.
- Aspidium aculeatum (L.) Sw.
- Aspidium lobatum (Huds.) Sw.
- Dryopteris lobata (Huds.) Schinz & Thell.
- Polypodium aculeatum L.
- Polystichum aculeatum subsp. lobatum (Huds.) Vollm.
- Polystichum asperum Bubani
- Polystichum lobatum (Huds.) Bastard
- Polystichum lobatum (Huds.) Chevall.
- Tectaria aculeata (L.) Lag., D.García & Clemente[2]